# Шетка
Шетка је насеље у Србији у општини Ражањ у Нишавском округу. Према попису из 2022. било је 268 становника (према попису из 1991. било је 582 становника).
Овде се налазе Запис Стојановића орах (Шетка), Запис Стојковића млади орах (Шетка), Запис Стојковића стари орах (Шетка) и Запис Томића храст (Шетка).

## Демографија
У насељу Шетка живи 403 пунолетна становника, а просечна старост становништва износи 50,4 година (48,4 код мушкараца и 52,2 код жена). У насељу има 175 домаћинстава, а просечан број чланова по домаћинству је 2,69.
Ово насеље је великим делом насељено Србима (према попису из 2002. године), а у последња три пописа, примећен је пад у броју становника.
|  |

| Демографија | Демографија | Демографија |
| Година      | Становника  | Становника  |
| ----------- | ----------- | ----------- |
| 1948.       | 1.080       |             |
| 1953.       | 1.135       |             |
| 1961.       | 1.059       |             |
| 1971.       | 942         |             |
| 1981.       | 744         |             |
| 1991.       | 582         | 580         |
| 2002.       | 471         | 490         |

| Етнички састав према попису из 2002.‍ | Етнички састав према попису из 2002.‍ | Етнички састав према попису из 2002.‍ | Етнички састав према попису из 2002.‍ | Етнички састав према попису из 2002.‍ |
| ------------------------------------ | ------------------------------------ | ------------------------------------ | ------------------------------------ | ------------------------------------ |
|                                      |                                      |                                      |                                      |                                      |
| Срби                                 | Срби                                 |                                      | 461                                  | 97,87%                               |
| Словенци                             | Словенци                             |                                      | 2                                    | 0,42%                                |
| Македонци                            | Македонци                            |                                      | 2                                    | 0,42%                                |
| непознато                            | непознато                            |                                      | 1                                    | 0,21%                                |

| Година пописа     | 1948. | 1953. | 1961. | 1971. | 1981. | 1991. | 2002. |
| ----------------- | ----- | ----- | ----- | ----- | ----- | ----- | ----- |
| Број домаћинстава | 229   | 238   | 244   | 245   | 232   | 194   | 175   |

| Број чланова      | 1  | 2  | 3  | 4  | 5  | 6  | 7 | 8 | 9 | 10 и више | Просек |
| ----------------- | -- | -- | -- | -- | -- | -- | - | - | - | --------- | ------ |
| Број домаћинстава | 49 | 58 | 23 | 16 | 11 | 11 | 5 | 1 | 1 | 0         | 2,69   |

| Пол    | Укупно | Неожењен/Неудата | Ожењен/Удата | Удовац/Удовица | Разведен/Разведена | Непознато |
| ------ | ------ | ---------------- | ------------ | -------------- | ------------------ | --------- |
| Мушки  | 195    | 36               | 130          | 24             | 5                  | 0         |
| Женски | 222    | 23               | 135          | 58             | 6                  | 0         |
| УКУПНО | 417    | 59               | 265          | 82             | 11                 | 0         |

| Пол    | Укупно                    | Пољопривреда, лов и шумарство | Рибарство                            | Вађење руде и камена | Прерађивачка индустрија       |
| ------ | ------------------------- | ----------------------------- | ------------------------------------ | -------------------- | ----------------------------- |
| Мушки  | 116                       | 71                            | 0                                    | 0                    | 17                            |
| Женски | 87                        | 69                            | 0                                    | 0                    | 8                             |
| УКУПНО | 203                       | 140                           | 0                                    | 0                    | 25                            |
| Пол    | Производња и снабдевање   | Грађевинарство                | Трговина                             | Хотели и ресторани   | Саобраћај, складиштење и везе |
| Мушки  | 1                         | 11                            | 3                                    | 3                    | 2                             |
| Женски | 0                         | 0                             | 3                                    | 2                    | 0                             |
| УКУПНО | 1                         | 11                            | 6                                    | 5                    | 2                             |
| Пол    | Финансијско посредовање   | Некретнине                    | Државна управа и одбрана             | Образовање           | Здравствени и социјални рад   |
| Мушки  | 0                         | 0                             | 1                                    | 0                    | 3                             |
| Женски | 0                         | 0                             | 1                                    | 1                    | 3                             |
| УКУПНО | 0                         | 0                             | 2                                    | 1                    | 6                             |
| Пол    | Остале услужне активности | Приватна домаћинства          | Екстериторијалне организације и тела | Непознато            | Непознато                     |
| Мушки  | 0                         | 0                             | 0                                    | 4                    | 4                             |
| Женски | 0                         | 0                             | 0                                    | 0                    | 0                             |
| УКУПНО | 0                         | 0                             | 0                                    | 4                    | 4                             |